# 阿部征司
阿部 征司（あべ せいじ、1937年〈昭和12年〉8月1日 - 2012年〈平成24年〉12月29日）は、日本のテレビプロデューサー・映画プロデューサー・作詞家。秋田県鹿角郡花輪町（現・鹿角市）出身。早稲田大学教育学部社会学科卒業。東映でテレビ番組制作や映画製作に携わった。
作詞家としてのペンネームは中瀬当一、田中守。脚本家としてのペンネームとしては、東映プロデューサーの平山亨との共同筆名「海堂肇」がある。

## 来歴
1937年（昭和12年）8月1日、秋田県鹿角郡花輪町（現・鹿角市）において、阿部重吉とハツエの二男として生まれた。阿部家は映画館の花輪劇場の経営者だった。実家が映画館だったこともあり、幼い頃から映画業界を志した。早稲田大学教育学部社会学科に進学し、大学在学中にはシナリオ研究会に所属。シナリオ研究会の同期にはフジテレビジョン代表取締役会長の日枝久がいた。
大学卒業後の1961年（昭和36年）に東映入社。入社後は東映東京撮影所に配属され、進行助手・進行主任などを務めた。1968年（昭和43年）にテレビ部へ異動し、1969年（昭和44年）に『プレイガール』で初めてプロデューサーに就任。『仮面ライダー』以後、 仮面ライダーシリーズをはじめとする子供番組で平山亨の片腕として予算の配分から配役起用など番組を裏で支えた。そのほか、『暴れん坊将軍シリーズ』（テレビ朝日）、『特捜最前線』など、数々の作品にプロデューサーとして携わった。1997年（平成9年）に定年を迎え、以降は契約企画マンとして活動していた。　
2012年（平成24年）12月29日、拡張型心筋症により東京都東村山市の病院で死去。75歳没。葬儀は近親者のみで執り行われた。2013年（平成25年）5月26日には東京中野サンプラザで偲ぶ会が催され、会場には藤岡弘、、佐々木剛、宮内洋、速水亮、菅田俊、高杉俊介、村枝賢一、三ツ木清隆らが訪れた。

## エピソード
『仮面ライダー』のスタート時は、初めて挑むジャンルに興味はあったものの、それまで子供番組を観たこともなかったことから、内容についてどこが面白いのかわからなかったという。企画書を読み込むうちに面白くなりそうだと感じるようになったものの、『キイハンター』の子供版と想像していたため、実際には被り物を被ったり飛び跳ねるアクションとなったことには驚いたという。
平山亨と組んでプロデューサーを務めた当時、脚本家への発注は阿部の役割であった。初めて組んだ『仮面ライダー』では、第1話・第2話の脚本が完成した後に平山は何も指示しなかったため、『柔道一直線』などで彼と組んでいた斉藤頼照に訪ね、自身が動かねばならないことを知ったという。『仮面ライダー』などで脚本を務めた伊上勝に脚本の提出の遅さから催促に行ったところ、あの手この手でいつも上手く逃げられ、喫茶店で執筆する彼をずっと見守っていたこともあったという。阿部は伊上の自宅へ電話しても捕まらなかったことから、伊上の妻に「バカと伝えてくれ」と伝言し、彼女には初対面時まで恐い人物だと思われていた。
『仮面ライダー』放映当時に社会現象となった大ヒット商品『仮面ライダースナック』（カルビー）の景品「仮面ライダーカード」では、阿部が匿名で説明文を執筆していた。
第1期仮面ライダーシリーズ終了の4年後に制作された『仮面ライダー (スカイライダー)』では、企画を進める平山に対して人気作品をもう一度やることのデメリットを説いて忠告し、制作には慎重な姿勢を見せて参加を拒んだ。放送開始後、視聴率の不信から東映側に同作品への参加を打診されると「何をやってもよい」という条件で受諾し、スカイライダーの配色や主題歌を変更するなど、自身が好む明るく楽しいシンプルなヒーロー像への一新を進めた。
娘が幼稚園に入園する時の面接で「『仮面ライダー』を作っている」と述べたところ、先生らから感心されたという。
スーパー戦隊シリーズでメインライターを務めた曽田博久は、当時の阿部について実務は鈴木武幸に任せており、若手が仕事をやりやすいようにしてくれていたと述べている。
『仮面ライダー』で本郷猛/仮面ライダー1号を演じた藤岡弘、は阿部の訃報に際し、思い出として「とにかく子供が好きで、子供のための番組を真剣に作り、何度も現場に足を運んでいたこと」が印象に残っており、「現場では『ヨッ！』と気さくに声をかけてくれましてね。今思えば、僕たちにプレッシャーをかけない配慮だった」と、その人柄を偲ぶとともに「尊敬すると同時に、自分もその遺志を受け継ぎ、子供たちを失望させることなく、夢を与える責任を持って生きていきたい」とコメントを寄せている。

## 担当作品

### テレビ
- プレイガール（1969年 - 1971年）※プロデューサー
- 男一番!タメゴロー（1970年）※プロデューサー
- 仮面ライダーシリーズ
  - 仮面ライダー（1971年 - 1973年）※企画(プロデューサー)
  - 仮面ライダーV3（1973年 - 1974年）※企画
  - 仮面ライダーX（1974年）※企画
  - 仮面ライダーアマゾン（1974年 - 1975年）※企画
  - 仮面ライダーストロンガー（1975年）※企画
  - 仮面ライダー（スカイライダー）（1979年 - 1980年）※プロデューサー、第18話から参加
  - 仮面ライダースーパー1（1980年 - 1981年）※プロデューサー
  - 10号誕生!仮面ライダー全員集合!!（1984年）※プロデューサー
- ザ・カゲスター（1976年）※プロデューサー
- 5年3組魔法組（1976年 - 1977年）※プロデューサー
- 激走!ルーベンカイザー（1977年 - 1978年）※企画、アニメ作品
- がんばれ!レッドビッキーズ（1978年）※プロデューサー
- 燃えろアタック（1979年 - 1980年）※プロデューサー
- それゆけ!レッドビッキーズ（1980年 - 1982年）※プロデューサー
- スーパー戦隊シリーズ
  - 大戦隊ゴーグルファイブ（1982年 - 1983年）※企画
  - 科学戦隊ダイナマン（1983年 - 1984年）※プロデューサー
  - 超電子バイオマン（1984年）※プロデューサー
- 胸キュン探偵団（1983年）※プロデューサー
- 星雲仮面マシンマン（1984年）※プロデューサー、第20話から参加
- 兄弟拳バイクロッサー（1985年）※プロデューサー
- 特捜最前線（1985年10月 - 1987年3月）※プロデューサー
- 暴れん坊将軍III - IX（1988年 - 1999年）※プロデューサー
- 将軍家光忍び旅I - II（1990年 - 1993年）※プロデューサー
- 戦国乱世の暴れん坊 齋藤道三 怒涛の天下取り（1991年）※プロデューサー
- 戦国最後の勝利者!徳川家康（1992年）※プロデューサー
- 新春大型時代劇3時間スペシャル 旗本退屈男（1994年）※プロデューサー
- 元禄太平記　忠臣蔵討入りの助っ人たち（1995年）※プロデューサー
- 弁慶（1997年）※プロデューサー

### 映画
- ガンマー第3号 宇宙大作戦
- 仮面ライダー対ショッカー
- 仮面ライダー対じごく大使
- 仮面ライダーV3対デストロン怪人
- 五人ライダー対キングダーク

ほか多数